# Ultimátum soviético a Lituania de 1940
La Unión Soviética lanzó un ultimátum a Lituania antes de la medianoche del 14 de junio de 1940. Los soviéticos, usando un pretexto formal, demandaron que se les permitiera a un número sin especificar de soldados soviéticos entrar en territorio lituano y formar un gobierno prosoviético (posteriormente conocido como la República Socialista Soviética de Lituania). El ultimátum y la consecuente incorporación de Lituania a la URSS derivaron de la división de Europa del Este en las esferas de influencia alemana y rusa pactadas en el Pacto Ribbentrop-Mólotov de agosto de 1939, poco antes del comienzo de la Segunda Guerra Mundial en Europa. Lituania, junto con Letonia y Estonia, había caído bajo influencia rusa. De acuerdo al Tratado lituano-soviético de asistencia mutua de octubre de 1939, Lituania aceptó permitir a unos 20 000 soldados soviéticos estacionarse en varias bases dentro de Lituania a cambio de una porción de la Provincia de Vilna. El comienzo de la Guerra de Invierno con Finlandia retrasaría las acciones soviéticas posteriores para reafirmar el dominio sobre su esfera de influencia, que se retomarían después en la primavera de 1940, mientras Alemania hacía rápidos avances en Europa Occidental. A pesar de la amenaza a su independencia, las autoridades lituanas hicieron poco por organizar un plan de contingencias y no estaban preparados para el ultimátum.
Con las tropas soviéticas ya estacionadas en el país, conforme a lo dispuesto en el Tratado de Asistencia Mutua, fue imposible organizar una resistencia militarmente efectiva. El 15 de junio, Lituania aceptó incondicionalmente el ultimátum y perdió la independencia. Los soviéticos buscaban mostrar al mundo que no se trataba de una anexión u ocupación, sino de una legítima revolución socialista, iniciada por la población local, que pedía la unión a la URSS. Así, los soviéticos siguieron procedimientos semilegales tales como: tomar el control de las instituciones de gobierno, instalar un nuevo gobierno títere y organizar unas falsas elecciones para el Parlamento Popular (en lituano: "Liaudies Seimas"). Durante su primera sesión, los Seimas proclamaron la creación de la República Socialista Soviética de Lituania y pidieron su admisión en la Unión Soviética. La petición fue oficialmente aceptada por el sóviet supremo de la Unión Soviética el 3 de agosto de 1940. Al mismo tiempo, un proceso prácticamente idéntico se desarrollaba en Letonia y Estonia. Lituania no recobraría la independencia hasta el 11 de marzo de 1990, con la proclamación de la Ley de Restablecimiento del Estado de Lituania.

## Antecedentes

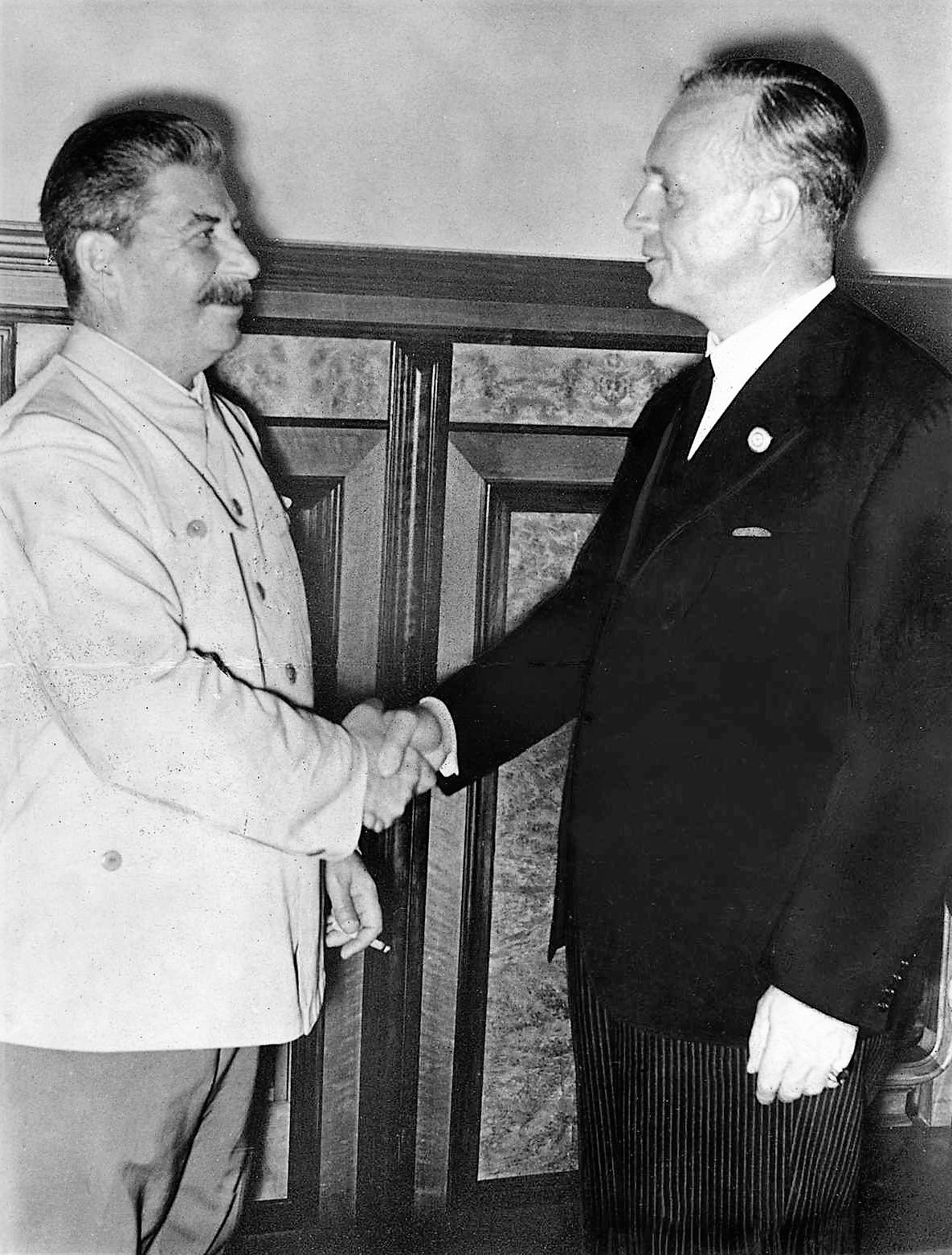
Stalin y Ribbentrop en la firma del Pacto Ribbentrop-Mólotov.

Los Estados bálticos de Lituania, Letonia y Estonia fueron parte del Imperio Ruso durante el siglo XIX, erigiéndose sus independencias como parte de las secuelas de la Primera Guerra Mundial. El surgimiento de la Alemania nazi en la década de los 30 hizo temer a los soviéticos una eventual invasión alemana, lo que animó a la Unión Soviética a firmar el Pacto Ribbentrop-Mólotov con Alemania en agosto de 1939, en un intento para retrasar esa posibilidad. Alemania inició la Segunda Guerra Mundial poco después con la invasión de Polonia el 1 de septiembre, seguida por la invasión soviética de Polonia el 17 de septiembre. El Protocolo Adicional secreto del Pacto, que fue reforzado por el Tratado Alemán-Soviético de Amistad, Cooperación y Demarcación del 28 de septiembre, dividía vastas zonas del noreste de Europa entre dos esferas de influencia, que se repartían las dos potencias. Una delegación lituana fue invitada a Moscú, donde firmó el Tratado de Asistencia Mutua el 10 de octubre de 1939, de acuerdo con el cual la Unión Soviética cedería a Lituania una parte de la Provincia de Vilna, incluyendo la importante ciudad de Vilna, ganada durante la invasión de Polonia. A cambio, tendría derecho a estacionar hasta veinte mil soldados del Ejército Rojo (en la propuesta original eran cincuenta mil) en bases militares permanentes en Lituania. Las fuentes oficiales soviéticas afirmaron que la presencia militar era necesaria para fortalecer la defensa de una nación débil ante un posible ataque alemán. A la postre, sería el primer paso hacia la ocupación de Lituania, descrito por The New York Times como «virtualmente, un sacrificio de su independencia».
A pesar de los diversos pactos, los temores soviéticos no desaparecieron. Según una postura sostenida desde hacía tiempo por la inteligencia militar rusa, el control del mar Báltico era crucial para la defensa de San Petersburgo, la segunda mayor ciudad de Rusia, y el territorio de los países bálticos se presentaba como una zona de contención entre Alemania y Rusia. Siguiendo esta estrategia, la URSS dio inicio a la Guerra de Invierno en Finlandia después de que ese país rechazara un tratado de asistencia mutua similar que Moscú había ofrecido. Stalin se hallaba intimidado por el éxito de los alemanes en Europa, que habían conquistado Dinamarca, Noruega, los Países Bajos, Bélgica y Luxemburgo hasta la primavera de 1940. De acuerdo con Nikita Jrushchov, después de la caída de Francia en mayo, Iósif Stalin expresó su preocupación de que Adolf Hitler pudiera masacrarlos.

De acuerdo al Tratado Lituano-Soviético de Asistencia Mutua, Lituania aceptó permitir bases militares soviéticas (marcadas con estrellas negras) a cambio de obtener una parte de la Provincia de Vilna (en naranja).

La situación política en Lituania se mantuvo estable, pese a todo, entre octubre de 1939 y marzo de 1940. Los soviéticos no intervinieron en los asuntos internos lituanos y las tropas rusas se comportaban correctamente en sus bases. El 29 de marzo de 1940, el ministro de Exteriores Viacheslav Mólotov pronunció un discurso ante el Soviet Supremo de la Unión Soviética expresando su satisfacción con la ejecución de los tratados de asistencia mutua con Lituania, Letonia y Estonia. Mientras que, en público, los políticos lituanos alababan a la Unión Soviética por su generosidad y pregonaban la «tradicional amistad soviético-lituana», en privado entendían que el tratado era una seria amenaza a la independencia de Lituania. La actitud popular se reflejó en el eslogan "Vilnius – mūsų, Lietuva – rusų" (Vilna es nuestra, pero Lituania es de Rusia).
El Gobierno lituano había estado debatiendo sus opciones y valorando la posibilidad de ocupación desde noviembre de 1939. En ese momento, los enviados lituanos Stasys Lozoraitis, Petras Klimas, y Bronius Kazys Balutis prepararon un memorándum que contenía planes de contingencia. Aconsejaron reforzar el ejército, depositar fondos en el extranjero, revitalizar la Entente báltica de 1934 con Letonia y Estonia, e investigar la posibilidad de establecer de un Gobierno en el exilio. A pesar de que se aprobaron varias resoluciones, no hubo un resultado tangible. Durante el invierno de 1940, las naciones bálticas buscaron mayor cooperación. Conscientes de sus circunstancias, los tres Gobiernos fueron prudentes en sus comunicados, pero de todas formas las conversaciones serían usadas como la prueba de que Lituania conspiraba con Letonia y Estonia para violar el tratado de asistencia mutua.

## Aumento de las tensiones

### Acusaciones iniciales
El incremento de las tensiones entre la Unión Soviética y Lituania siguió una progresión paralela a la de los éxitos de Alemania. A mediados de marzo de 1940, la Guerra de invierno contra Finlandia terminó, lo que permitió a los soviéticos concentrar su atención en el control de los países bálticos. En abril, después de la ocupación alemana de Dinamarca, un enviado lituano en Moscú avisó de un aumento de la hostilidad de los diplomáticos soviéticos. Durante el mes de mayo, con la batalla de Francia en su apogeo, los soviéticos intensificaron su presión retórica y diplomática. El 16 de mayo, poco después de la invasión alemana de Luxemburgo, Bélgica y los Países Bajos, el periódico oficial soviético Izvestia publicó un artículo advirtiendo de la ingenuidad de los países pequeños al pretender permanecer neutrales mientras que los gigantes luchaban por su supervivencia. Entre el 18 y el 25 de mayo, los soviéticos trasladaron equipamiento militar de Vilna a  Gaižiūnai, una localización mucho más cercana a Kaunas, donde se establecía el gobierno. La cercanía de esta acción a la entonces capital tuvo una gran carga simbólica.

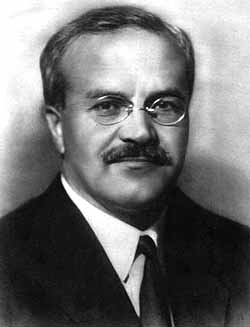
Viacheslav Mólotov, por entonces ministro de Exteriores soviético.

El 25 de mayo, el día antes de la evacuación de Dunkerque, el ministro de Exteriores soviético Viacheslav Mólotov presentó una nota diplomática acusando al Gobierno lituano de haber secuestrado a tres soldados soviéticos destinados en Lituania de acuerdo a los términos del tratado de asistencia mutua. La nota alegaba que dos soldados habían sido torturados para obtener secretos militares soviéticos pero consiguieron huir, y que el tercero, Butáyev, fue asesinado. Ese mismo mes, Butáyev había desertado de su unidad y fue buscado por la policía lituana. Cuando lo descubrieron, se suicidó. El Gobierno lituano contestó que las acusaciones carecían de fundamento, pero prometió una investigación completa del incidente y encargó una comisión especial. Sin embargo, todas las peticiones de información más detallada por parte de la comisión, incluyendo entrevistas, fotografías, descripciones físicas o cualquier dato que hubiese permitido profundizar en la investigación, fueron desatendidas. La posición soviética oficial consistía en que Lituania debía llevar a cabo la investigación por su cuenta y que sus peticiones eran un intento de dejar toda la responsabilidad a los soviéticos.

### Negociaciones directas

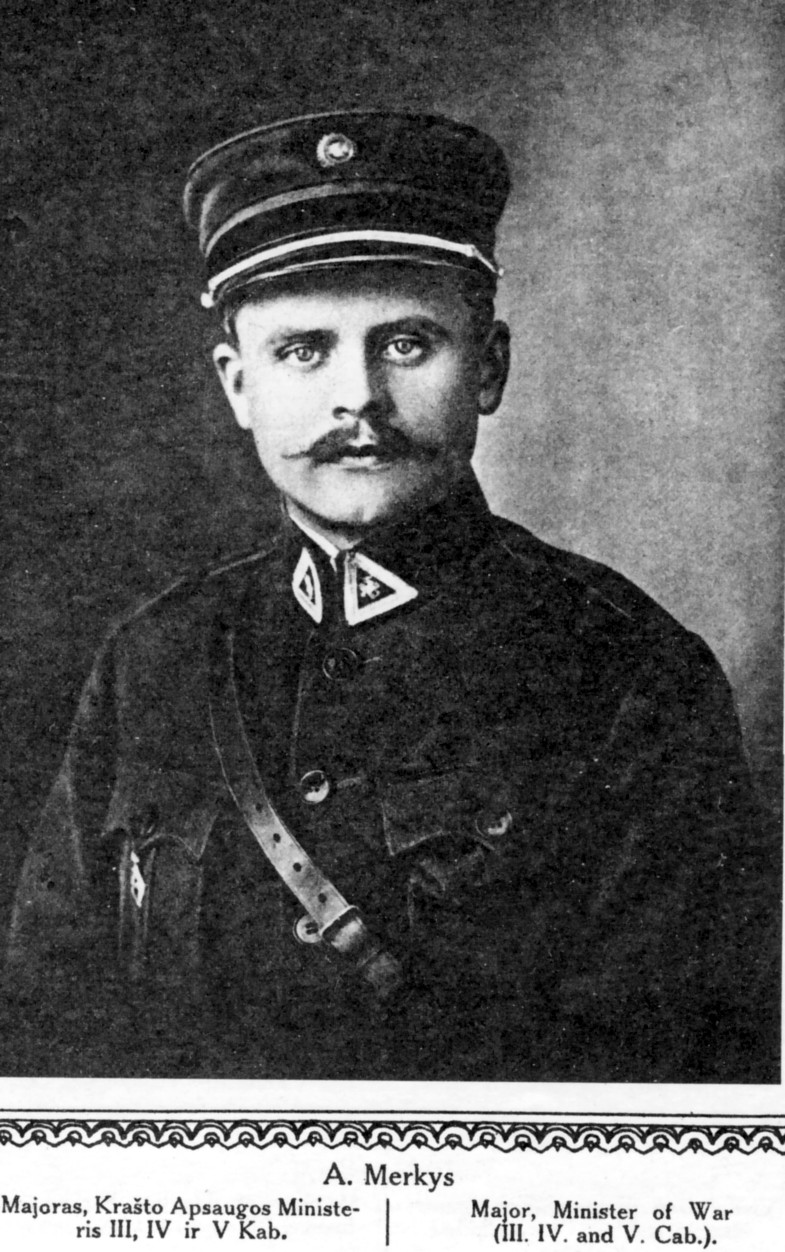
Antanas Merkys, último primer ministro de la Lituania independiente, de noviembre de 1939 a junio de 1940.

El 30 de mayo, las acusaciones se repitieron en un comunicado oficial, publicado por la Agencia Telegráfica de la Unión Soviética (TASS), la agencia de noticias estatal. Ese mismo día, Stasys Lozoraitis, el representante lituano en Roma, fue autorizado a formar un gobierno en el exilio en caso de producirse una ocupación soviética. La policía lituana reforzó la seguridad en torno a las bases rusas y arrestaron a 272 individuos sospechosos, pero solo hizo aumentar las críticas de acoso. El ministro de Exteriores Juozas Urbšys ofreció tratar el asunto en unas negociaciones directas en Moscú. Mólotov accedió a hablar, pero solo con el primer ministro Antanas Merkys. El 7 de junio, Merkys llegó a Moscú y los soviéticos reiteraron sus acusaciones de secuestro. Se alegaron otras cuestiones, como que el ministro del Interior Kazys Skučas y el director del Departamento de Seguridad del Estado Augustinas Povilaitis habían provocado a los soldados soviéticos. Durante la segunda reunión el 9 de junio, Mólotov también acusó al gobierno lituano de conspirar con Letonia y Estonia para establecer una unión militar secreta (en referencia a la Entente báltica), violando consecuentemente el pacto de asistencia mutua.
El 10 de junio, el gobierno lituano discutió los nuevos avances. Decidió que Merkys debía regresar a Kaunas y Urbšys debía emitir una nota ofreciendo la retirada de la Entente Báltica, una investigación completa del incidente y el cese de Skučas y Povilaitis. Una carta personal del presidente Antanas Smetona al presidente del Presídium del Sóviet Supremo, Mijaíl Kalinin, volvía a garantizar que Lituania siempre había respetado el pacto de asistencia mutua. La tercera y última reunión entre Merkys, Urbšys y Mólotov el 11 de junio no produjo ninguna resolución. Los soviéticos continuaron imputando cargos a los lituanos de los que no pudieron responder convincentemente y no procesaron más peticiones. El 12 de junio, Merkys volvió a Lituania e informó al gobierno de la situación. Se decidió que Skučas dimitiera y que Povilaitis fuera inmediatamente cesado. El ejército lituano recibió la orden de estar alerta, pero no le ordenaron que previera una movilización. Los políticos lituanos no comprendieron del todo la gravedad de la situación y no pensaron en que los resultados pudieran ser catastróficos. Urbšys informó de que los soviéticos desaprobaban con fuerza a Merkys y su gabinete; sugirió que se instalara un nuevo gobierno, posiblemente liderado por Stasys Raštikis, anterior comandante en jefe del ejército lituano. Tal sugerencia interfería con los asuntos domésticos de Lituania.

### Crisis interna
Mientras Merkys y Urbšys negociaban en Moscú, la oposición lituana vio una oportunidad para derrocar el régimen autoritario de Smetona y su Unión de la Patria (Demócrata-Cristianos Lituanos). El 12 de junio, los Democristianos de Lituania y la Unión Popular Agraria Lituana se reunieron y decidieron pedir a Kazys Bizauskas y Juozas Audėnas su dimisión del gabinete, esperando con ello iniciar una crisis de gobierno. La oposición veía en las presiones soviéticas un medio para expulsar a Smetona, restaurar la democracia y preservar alguna forma de autonomía. Los opositores también esperaban persuadir a Merkys, que acababa de volver de Moscú, de que dimitiera junto con el resto del gabinete. Sin embargo, Merkys no pudo ser localizado pues se encontraba en su finca, cerca de Kaunas. Este episodio fue duramente criticado posteriormente como una muestra de las debilidades del gobierno lituano: subestimó la amenaza de la Unión Soviética, estuvo desorientado durante la crisis y sus miembros prestaron más atención a los intereses partidistas que a las prioridades de la nación. Algirdas Julien Greimas describiría más tarde las acciones de la oposición como "un alegre baile junto al cadáver del estado perdido".

### Movimientos militares
La movilización del Ejército Rojo había comenzado antes de la última ronda de negociaciones en Moscú. El 7 de junio, el Ejército recibió la orden de prepararse para un ataque contra Lituania. El 5 de junio, todas las fuerzas soviéticas fueron asignadas a Semión Timoshenko, comisario del pueblo de Defensa. Los soviéticos reunieron sus fuerzas en la frontera este de Lituania, en la actual Bielorrusia; consistían en cinco divisiones y unidades de apoyo de los ejércitos 3.º y 11.º. La tropa la formaban 221 260 soldados, 1140 aviones y 1513 tanques. Lituania ya albergaba 18 786 soldados soviéticos en su territorio. En esa fecha, el Ejército de Lituania contaba con 28 005 militares y 118 aviones. Los soviéticos prepararon hospitales para los heridos y campos de prisioneros. El 11 de junio, bajo el mando del general Dmitri Pávlov, los soviéticos finalizaron su plan de ataque y asignaron tareas específicas a todas las unidades. Las órdenes eran cruzar la frontera sigilosamente, usando las bayonetas para evitar el estruendo de los disparos, y esquivar las fuerzas defensivas para ocupar el territorio más rápidamente. Los soviéticos esperaban tomar el control de todo el territorio en tres o cuatro días.
En la noche del 14 de junio, mientras el Gobierno lituano discutía sobre el ultimátum, los soldados soviéticos empezaron sus acciones en la frontera. Abrieron fuego en un puesto fronterizo cercano a Alytus y mataron al policía Aleksas Barauskas. En otros puntos interrogaron a guardias fronterizos y acosaron a civiles, esperando provocar una respuesta que sirviera como pretexto para un ataque militar a gran escala.

## Ultimátum y aceptación

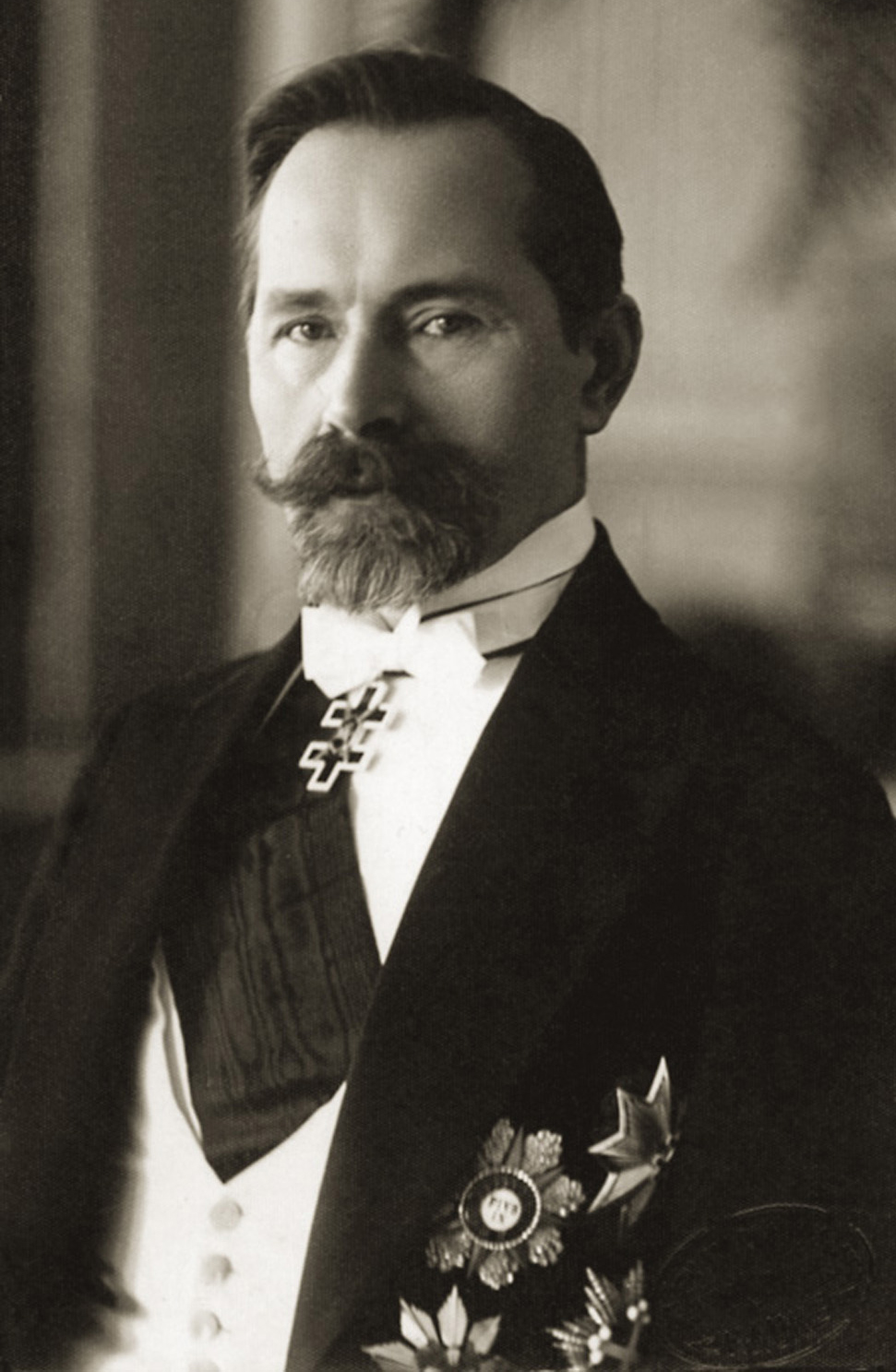
El presidente lituano Antanas Smetona escapó del país al poco de haberse aceptado el ultimátum.

Poco antes de la medianoche del 14 de junio, mientras el mundo tenía la mira en la capitulación de París, Mólotov presentó el ultimátum a Urbšys en Moscú. El ultimátum exigía:
1. Que Skučas y Povilaitis fueran juzgados por ordenar el secuestro de los soldados soviéticos.
2. Que se formara un nuevo gobierno, más proclive a adherirse al Pacto de Asistencia Mutua.
3. Que un número sin especificar, pero "suficientemente grande", de tropas soviéticas pudieran permanecer en territorio lituano.
4. Que se diera una respuesta antes de las diez horas de la mañana siguiente.

El Gobierno lituano, que disponía de menos de doce horas para responder, debatió el ultimátum durante la sesión nocturna. El presidente, Antanas Smetona, abogó por una resistencia militar, aunque fuera simbólica. Merkys y su representante, Kazys Bizauskas, impulsaron la aceptación. Raštikis, como potencial cabeza del nuevo Gobierno, fue invitado a la reunión. El anterior jefe militar, Raštikis, y su sucesor, Vincas Vitkauskas, informaron de la imposibilidad de organizar una resistencia armada efectiva, con las tropas soviéticas ya en el país y sin haber movilizado a los soldados lituanos. Merkys y su gabinete dimitieron para dar paso al nuevo Gobierno liderado por Raštikis. La sesión terminó a las siete de la mañana con la decisión de aceptar todas las demandas rusas sin expresar ninguna queja o reclamación. En opinión de Raštikis, tales acciones no habrían hecho sino enfurecer a los rusos.
Antes del mediodía, los lituanos recibieron una contestación desde Moscú expresando que Raštikis no era un candidato adecuado para primer ministro. La selección de otro candidato sería supervisada por el enviado de Mólotov, Vladímir Dekanózov, Por lo que Merkys continuó ejerciendo de primer ministro. Smetona, que seguía en desacuerdo con la mayoría de su Gobierno, decidió abandonar el país en protesta y designó a Merkys presidente en funciones. Al final de la tarde del 15 de junio, Smetona y el ministro de Defensa, Kazys Musteikis, alcanzaron Kybartai y cruzaron la frontera hacia Alemania, donde tenían garantizado asilo temporal. Los guardias lituanos no les permitieron pasar, así que Smetona tuvo que vadear el riachuelo poco profundo de Liepona. La salida de Smetona benefició a los intereses soviéticos; su indignidad lo expuso al escarnio y fueron capaces de explotar los sentimientos contra él sin temer que fuera visto como un mártir.
Estaba previsto que el Ejército Rojo entrara en territorio lituano por tres direcciones distintas a las tres de la tarde con órdenes de tomar el control de Vilna, Kaunas, Raseiniai, Panevėžys y Šiauliai. El ejército lituano tenía orden de no resistir y de dar un recibimiento amistoso; a su fuerza aérea se le ordenó permanecer en tierra. El 16 de junio, sendos ultimatums prácticamente idénticos fueron enviados a Letonia y Estonia, aunque se les dio ocho horas para responder. Con Lituania ya en manos soviéticas, la resistencia armada en Letonia y Estonia era aún más inútil. Los tres Estados fueron ocupados y perdieron la independencia.

## Consecuencias

### Legitimación de la ocupación
Uno de los objetivos prioritarios de Dekanózov era la formación de un gobierno títere que legitimara la ocupación. El 16 de junio, el gobierno lituano, excediendo su autoridad, decidió que la partida de Smelona era en efecto una renuncia y garantizó todos los poderes presidenciales de Merkys. El 17 de junio, Merkys designó a Justas Paleckis nuevo primer ministro y confirmó al nuevo gobierno, conocido como Gobierno Popular. Entonces, Merkys y Urbšys dimitieron; ambos serían posteriormente arrestados y deportados a Rusia. Paleckis asumió la presidencia y designó primer ministro al escritor Vincas Krėvė-Mickevičius. El Gobierno Popular incluía a varios políticos y figuras públicas muy conocidas para demostrar al público que el nuevo gobierno no era una herramienta de la ocupación soviética, sino una simple reemplazo del régimen autoritario de Smetona. Debido a que había existido una fuerte oposición a Smetona, algunos lituanos lo interpretaron como una destrucción del poder presidencial en lugar de una pérdida de independencia.
El 1 de julio, el gobierno disolvió el Seimas de Lituania (elegido en junio de 1936 y el cuarto desde la obtención de la independencia el 16 de febrero de 1918) y anunció unas elecciones para el Parlamento Popular que tendrían lugar el 14 de julio. El día 5 se adoptó una nueva ley electoral que, violando la constitución, especificaba que solo podían proponer candidatos las organizaciones comunistas y que no podía optar más de un candidato a cada escaño disponible en el parlamento. Los fraudulentos resultados oficiales mostraron una participación del 95,51% y un apoyo del 99,19% a los delegados comunistas. Oficialmente, sin embargo, treinta y nueve de los delegados electos eran miembros del Partido Comunista de Lituania y cuarenta eran independientes. Durante su primera sesión, el 21 de julio, el parlamento proclamó la creación de la República Socialista Soviética de Lituania y pidió al sóviet supremo de la Unión Soviética que aceptara a la nueva república en la Unión. Una delegación lituana de veinte miembros presentó el caso para su tramitación en Moscú el 1 de agosto. La petición fue aceptada el 3 de agosto y Lituania se convirtió en la decimocuarta república de la Unión Soviética.

### Sovietización de Lituania
Inmediatamente después de la ocupación, el nuevo gobierno comenzó a implementar medidas políticas, económicas y sociales de sovietización. El 1 de julio, todas las organizaciones culturales y religiosas fueron cerradas. El Partido Comunista de Lituania (con apenas 1 500 miembros) y sus juventudes fueron designadas las únicas entidades políticas legítimas. Antes de las elecciones al Seimas, los soviéticos arrestaron a unos 2000 de los más prominentes activistas políticos. Estos arrestos paralizaron la oposición. La represión continuó y se intensificó. Se estima que unos 12 000 individuos fueron encarcelados como "enemigos del pueblo" durante el año siguiente a la anexión. Entre el 14 y el 18 de junio de 1941, menos de una semana antes de la invasión nazi, unos 17 000 lituanos fueron deportados a Siberia, donde muchos perecieron debido a las inhumanas condiciones de vida.
Todos los bancos (incluyendo todas las cuentas con más de 1000 litas), las propiedades inmobiliarias mayores de 120 m² y las empresas privadas con más de 20 empleados o que ganaban más de 150 000 litas brutos fueron nacionalizados. Esta disrupción en su dirección y sus operaciones produjo una caída acusada de la producción. La moneda se depreció artificialmente hasta tres o cuatro veces su valor real y en marzo de 1941 fue retirada. La caída en la producción, combinada con el gasto masivo en los apreciados rublos rusos que hacían los soldados y oficiales soviéticos, causaron escasez en todas las zonas. Toda la tierra se nacionalizó; las granjas más grandes quedaron limitadas a 30 hectáreas, y la tierra sobrante (unas 575 000 hectáreas) se repartió entre pequeños granjeros. Para volver a los pequeños campesinos contra los grandes terratenientes, la colectivización no se introdujo en Lituania. En previsión de futuras colectivizaciones, los impuestos a las granjas se incrementaron de un 50 a un 200% y se aprobaron nuevos pagos adicionales en especie. Algunos granjeros no pudieron pagar los nuevos desorbitantes impuestos y unos 1100 de los más importantes fueron llevados a juicio.

### Ocupación nazi
| Año   | Partisanos | Soviéticos | Civiles prosoviéticos |
| ----- | ---------- | ---------- | --------------------- |
| 1944  | 2436       | 258        | 258                   |
| 1945  | 9777       | 3419       | 447                   |
| 1946  | 2143       | 2731       | 493                   |
| 1947  | 1540       | 2626       | 299                   |
| 1948  | 1135       | 1673       | 256                   |
| 1949  | 1192       | 1018       | 338                   |
| 1950  | 635        | 494        | 261                   |
| 1951  | 590        | 292        | 195                   |
| 1952  | 457        | 92         | 62                    |
| 1953  | 198        | 14         | 10                    |
| Total | 20 103     | 12 921     | 2619                  |

El 22 de junio de 1941, la Alemania nazi invadió la Unión Soviética y en una semana tomó el control de toda Lituania. Al principio, los alemanes fueron recibidos como libertadores del opresivo régimen soviético. Esperaban que los germanos restablecieran su independencia o, al menos, permitieran algún grado de autonomía (similar al dado a la República de Eslovaquia). Organizados en el Frente Activista Lituano, los lituanos se sublevaron en el antisoviético y pronazi levantamiento de junio, establecieron el Gobierno Provisional de Lituania y declararon la independencia. Sin embargo, los alemanes no reconocieron el gobierno y establecieron su propia administración civil, el Reichskommissariat Ostland. Cuando el Ejército Rojo retomó el control de Lituania entre el verano de 1944 y enero de 1945, los partisanos lituanos comenzaron una lucha armada contra la segunda ocupación soviética. Aproximadamente 30 000 partisanos y simpatizantes murieron durante la guerra de guerrillas entre 1944 y 1953.

## Impacto y evaluación
Aunque no tuvo éxito, el levantamiento de junio demostró que muchos lituanos estaban decididos a obtener la independencia. El pueblo lituano terminaría desilusionado con el régimen nazi y organizaría una resistencia, en la que destacó el Comité Supremo para la Liberación de Lituania, pero la URSS seguía siendo el "enemigo público número uno". La percepción en Lituania de que el judeo-bolchevismo estaba involucrado en la ocupación reforzó la actitud antisemita y contribuyó a la participación lituana en el Holocausto.
En Lituania, aún en la actualidad, la aceptación del ultimátum sigue siendo un tema muy controvertido. Se ha criticado al Ejército lituano, que consumía un 20 % del presupuesto estatal, por no plantar siquiera una resistencia simbólica que hubiera invalidado el argumento soviético de que se trataba de una «revolución socialista» y de un legítimo cambio de gobierno. Otros criticaron la inacción del Gobierno, ya que dispusieron de ocho meses para crear planes de contingencia. Excluyendo la resistencia armada, permanecían las opciones diplomáticas; el Gobierno lituano podía haber rechazado el ultimátum, retirarse al extranjero y formar un Gobierno en el exilio reconocido internacionalmente. El historiador Alfonsas Eidintas apunta a la falta de comprensión del riesgo por parte del público. Las noticias negativas sobre los soviéticos eran censuradas e incluso los políticos no pensaban que el ultimátum significara una pérdida total de la independencia.
Otro debate se centra en la falta de derramamiento de sangre. Al aceptar el ultimátum, el Gobierno pudo haber evitado la pérdida de vidas, pero su sumisión pudo también haber alimentado la posterior represión soviética. En la Federación Rusa, el Estado sucesor de la Unión Soviética, se sigue discutiendo sobre si los sucesos que rodearon el ultimátum y los años siguientes en los que Lituania fue una república socialista constituyeron una ocupación.